# Josef Thaddeus Lumbe von Mallonitz

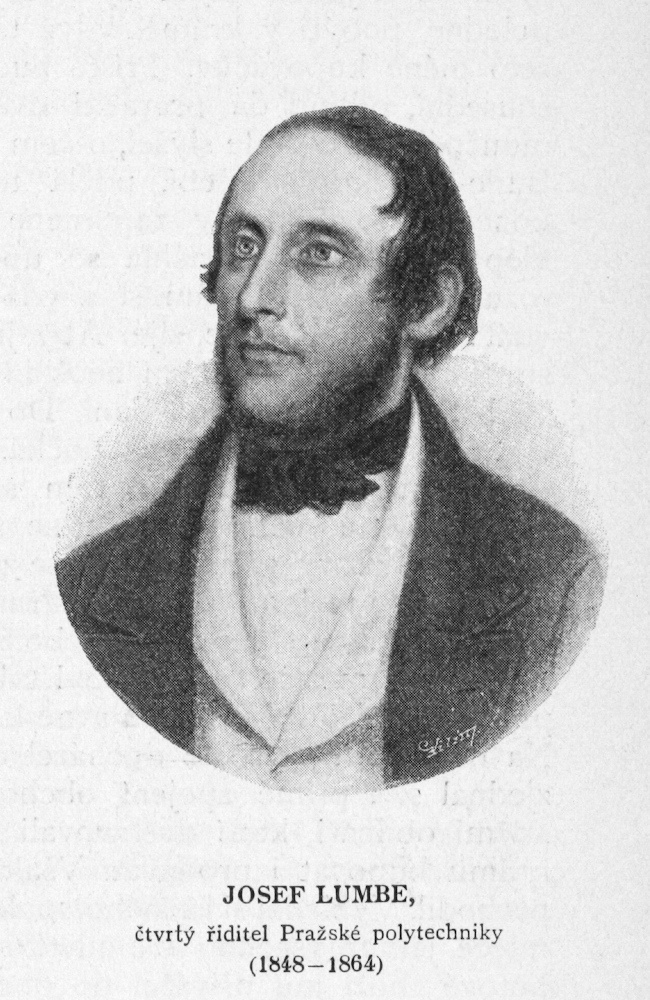
Josef Thaddeus Lumbe von Mallonitz

Josef Thaddeus Lumbe Edler von Mallonitz, tschechisch Josef Tadeáš Lumbe šlechtic z Malonic (* 26. Februar 1801 in Prag; † 1. Juni 1879 in Mallonitz, Bezirk Klattau in Westböhmen (tschechisch Malonice) bei Kolinetz) war ein deutsch-böhmischer Landwirtschaftsfachmann und Politiker.

## Herkunft
Josef Thaddeus Lumbe, seit 1867 Lumbe Edler von Mallonitz wurde am 26. Februar 1814 in Prag als Sohn des k.k. Professors für die griechische Sprache am Gymnasium der Prager Altstadt Josef Daniel Lumbe (* 1761 in Kreibitz (Chribska), Bezirk Warnsdorf in Nordböhmen, verstorben 1823 in Prag) geboren und war der jüngere Bruder des Carl Lumbe (* 1807 in Prag, verstorben 1865 ebenda), Arzt und Gutsbesitzer, Mitglied des böhmischen Landtags (1867–1869) und des Reichsrats (1872–1879) und Onkel des Franz Ritter von Lumbe (seit 1912) (* 1848 in Prag, verstorben 1920 in Amschelberg (Kosova Hora), Bezirk Seltschan (Sedlcany)), Hofrat im Oberstkämmereramt, Sekretär, Archivar und Ritter des Kaiser Franz-Joseph-Orden (1898) und Schatzmeister des Habsburgisch-Lothringischen Hausschatzes.

## Biographie
Josef Thaddäus Lumbe studierte an der Karls-Universität Prag Physik und Mathematik und wurde dort 1820 zum Dr. phil. promoviert. Seine berufliche Tätigkeit begann er 1824 als Adjunkt an der physikalisch-mathematischen Lehrkanzel der Philosophischen Fakultät der Karls-Universität Prag, eine Aufgabe, die er bis 1827 ausübte. Daneben war er von 1823 bis 1836 Erzieher und Hauslehrer in Doxan (Doksany) bei der Familie des Freiherrn Lexa von Aehrenthal. Bei dieser Tätigkeit lernte er das Landleben kennen und entwickelte eine besondere Hinwendung zu praktischen landwirtschaftlichen Tätigkeiten. Um der praktischen Erfahrung eine theoretische Grundlage zu geben, studierte er ab Dezember 1826 an der Landwirtschaftlichen Lehrkanzel in Prag und ab Februar 1829 auch am Prager Polytechnikum das Fach Landwirtschaft. 1832 wurde er  nach Abschluss seiner Studien ordentlicher Professor für Landwirtschaft an der Karls-Universität Prag. Dieselbe Funktion nahm er ab 1837 auch am Polytechnikum in Prag, (später Tschechische Technische Hochschule) ein, dessen Direktor er von 1848 bis 1864 wurde. 1869 trat er in den Ruhestand.
Er war Mitglied wissenschaftlicher und landwirtschaftlicher Organisationen in Böhmen, unter anderen 1835 bis 1853 Geschäftsführer des Pomologischen Vereins, seit 1831 Ausschussmitglied und seit 1852 Vizepräsident der Patriotisch-Oekonomischen Gesellschaft. 1865 wurde Josef Thaddäus Lumbe zum königlichen Rat ernannt und 1867 in den erblichen Adelsstand mit dem Prädikat Edler von Mallonitz erhoben. Er war Mitglied landwirtschaftlicher Gesellschaften in Brünn, Sankt Petersburg und Moskau, Mitglied der Königlich Böhmischen Gesellschaft der Wissenschaften, Literatur und Kunst und Ehrenmitglied des Naturwissenschaftlich-medizinischen Vereins Lotos in Prag.
Als landwirtschaftlichen Fachmann zog es ihn auch in die Politik, um seine landwirtschaftlichen Forschungserkenntnisse in politisches Handeln umzusetzen. Er war 1861 bis 1880 Landtagsabgeordneter im Königreich Böhmen und ab 1867 bis 1879 als Reichsratsabgeordneter in Wien. Er setzte sich für den Ausbau des landwirtschaftlichen Schulwesens ein und erwarb sich um die wasserwirtschaftliche Gesetzgebung bleibende Verdienste.

## Schriften (Auswahl)
Josef Thaddäus Lumbe verfasste zahlreiche Fachstudien auf dem Gebiet des Ackerbaus, der Tierzucht und Agrarpolitik, darunter:
- Vergleichung der Nahrungskraft verschiedener Futterstoffe, in Kalender der Patriotischen Oekonomischen Gesellschaft im Königreich Böhmen, 1854
- Die Vorteile und Wichtigkeit des Esparsette-Anbaus, ebda, 1856
- Einige wichtige Lehren über die Kenntnis des Ackerbodens, ebda, 1857
- Über das örtliche Klima mit besonderer Rücksicht auf das Königreich Böhmen, ebda, 1858
- Die Teiche Böhmens, ebda, 1863.